# Alcalá de la Selva
Alcalá de la Selva es un municipio y localidad española de la provincia de Teruel, en la comunidad autónoma de Aragón. El término municipal, ubicado en la comarca de Gúdar-Javalambre, tiene una población de 378 habitantes (INE 2024) e incluye también la localidad de La Virgen de la Vega.

## Toponimia
El topónimo Alcalá proviene del árabe al-qalat, «el castillo», y su predicado del hecho de que Alfonso II el Casto donara el pueblo, en el siglo XII, a los monjes de Santa María de la Selva Mayor, posiblemente una orden militar con origen en un monasterio francés.

## Situación y clima
El municipio se encuentra situado «á la márgen del río Alcalá, entre dos montes al pie de un peñasco», en la sierra de Gúdar. Con una altitud de 1404 m sobre el nivel del mar, tiene una temperatura media anual de 8 °C y una precipitación anual de 650 mm.

## Historia
En el municipio existen varios yacimientos arqueológicos de la Edad del Bronce, como el de «Cueva Pijetas» —del Bronce Inicial— y el de «El Castillo» —del Bronce Pleno—. De la época ibérica se han encontrado materiales de gran interés en la zona denominada «El Castillejo».

Dado que la palabra Alcalá procede del árabe al-qalat («el castillo»), en este lugar debió de existir una fortaleza en la época musulmana. El reciente descubrimiento de restos del primitivo recinto musulmán sobre el que se alza la actual fortaleza, podría confirmar el origen musulmán de la localidad.

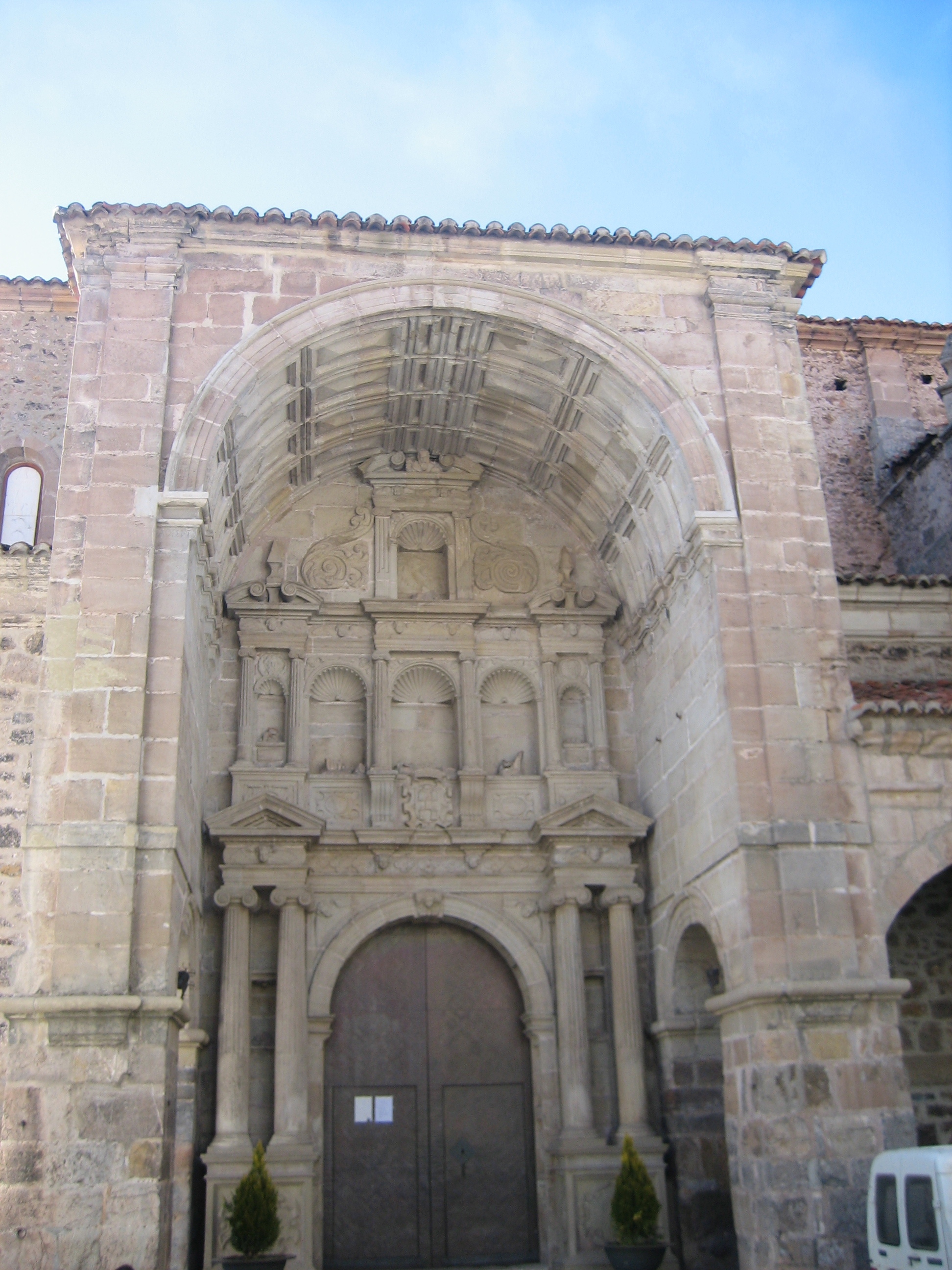
Iglesia de San Simón y San Judas, emplazada en lo alto del municipio.

Alcalá aparece citada por vez primera en 1118, cuando Alfonso I la dio junto con otras villas a Lope Iohannes de Tarazona. Dicha ocupación debió de ser meramente militar, disminuyendo la influencia cristiana tras la muerte de este monarca.
Su reconquista definitiva tuvo lugar durante el reinado de Alfonso II, quien la donó a la abadía francesa de Santa María de la Gran Selva o Selva Mayor en Gascuña (Francia), pasando a denominarse Alcalá de la Selva. Los monjes de esta abadía, a través de la creada Orden de Alcalá de la Selva la mantuvieron en su poder hasta 1375, fecha en la que fue vendida a la familia Heredia.
En el contexto de la primera guerra carlista, el 12 de septiembre de 1835 entraron en la villa las tropas carlistas de Carlos María Isidro de Borbón, quienes rehabilitaron el castillo, ocupándolo hasta el 30 de abril de 1840, cuando sería tomado, a las siete de la tarde, por las fuerzas nacionales bajo las órdenes de O'Donnell. Apagados los fuegos de la artillería y destruidas todas las defensas, la guarnición carlista aún continuó su desesperada resistencia arrojando piedras y granadas sobre los sitiadores. La resistencia de los vencidos costó a los gubernamentales la pérdida de cuarenta hombres entre muertos y heridos.
A mediados del siglo XIX, el municipio contaba con 220 casas, aunque, citando al historiador Pascual Madoz, éstas eran «de mala construcción y pocas comodidades, distribuidas en varias calles sucias y de mal piso, á escepcion de la mayor llamada de la Fuente que es regular, y dos pequeñas plazas, en una de las cuales se encuentra una fuente de piedra, cuyas aguas [son] muy delgadas y cristalinas». La economía se basaba fundamentalmente en la agricultura —trigo, cebada, avena, legumbres, patatas y hortalizas—, siendo su única industria la fabricación de cordellates.
Durante el transcurso de la Guerra Civil, el municipio cayó el 19 de agosto de 1936 en manos del grupo de «Los Vengadores» de la Columna de Hierro —milicias populares de ideología anarquista—, al parecer tras un intenso tiroteo. Ya en 1938, el 18 de junio el general Varela tomaba Alcalá de la Selva para el ejército de Franco.

## Demografía
Alcalá de la Selva cuenta con una población de 378 habitantes (INE 2024).
| Gráfica de evolución demográfica de Alcalá de la Selva entre 1842 y 2021                                            |
| |
| Población de derecho según los censos de población del INE Población de hecho según los censos de población del INE |

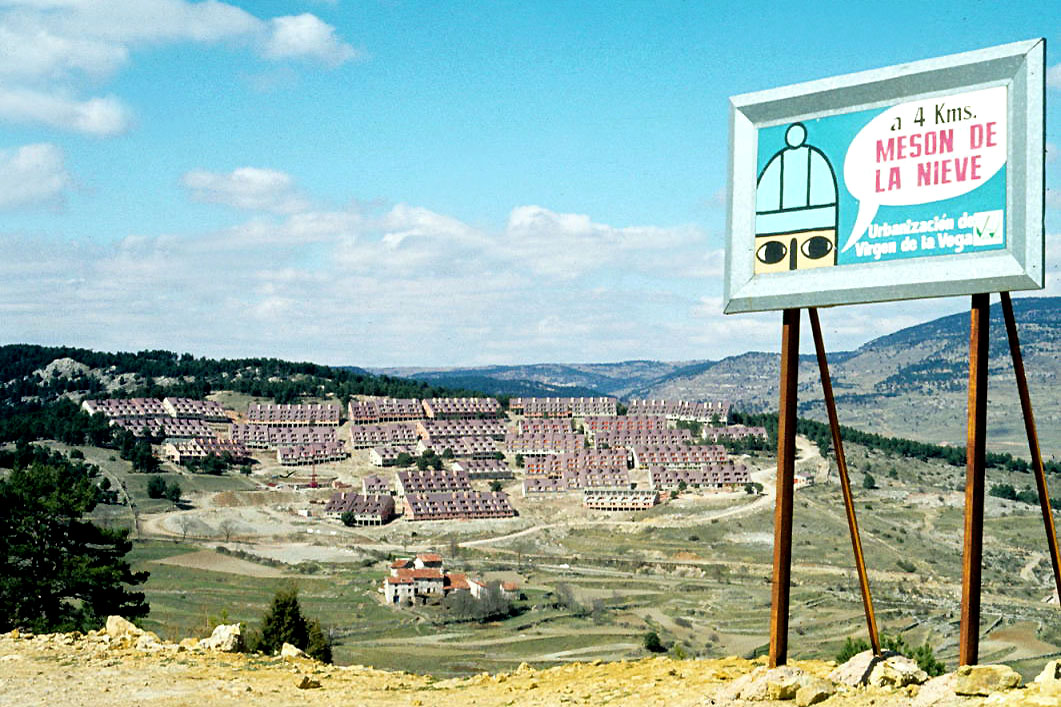
Urbanización en el municipio en la década de 1970

En el fogaje de 1495 —censo ordenado por Fernando el Católico— , Alcalá de la Selva figura con 88 «fuegos» u hogares, lo que equivale a más de 400 habitantes.
De acuerdo al censo de España de 1857, Alcalá de la Selva tenía una población de 1520 habitantes, cifra que se mantuvo estable hasta el primer tercio del siglo XX (1539 hab. en 1930). A partir de ese momento y hasta finales del siglo XX se produjo una continua despoblación que se traduce en los 331 habitantes con los que contaba el municipio en 2020 (INE)

## Administración y política
| Período             | Alcalde                           | Partido     |  |
| ------------------- | --------------------------------- | ----------- |  |
| 1979-1983           | Tomás Rajadel Izquierdo           | UCD         |  |
| 1983-1987           | Benito Ros Corella                | PAR         |  |
| 1987-1991           | Benito Ros Corella                | PAR         |  |
| 1991-1995           | Benito Ros Corella                | PAR         |  |
| 1995-1999           | Benito Ros Corella                | PAR         |  |
| 1999-2003           | Benito Ros Corella                | PAR         |  |
| 2003-2007           | José Edo Gargallo                 | PSOE-Aragón |  |
| 2007-2011           | Jesús Edo Gargallo                | PSOE-Aragón |  |
| 2011-2013 2013-2015 | Jesús Edo Gargallo José Luis Tena | PSOE PP     |  |
| 2011-2013 2013-2015 | Jesús Edo Gargallo José Luis Tena | PSOE PP     |  |
| 2015-2019           | José Luis Tena Marín              | PP          |  |
| 2019-               | Amparo Atienza Chisbert           | PAR         |  |

| Partido político    | Partido político                                   | 2003   | 2007   | 2011   | 2015   |
| Partido político    | Partido político                                   | Ediles | Ediles | Ediles | Ediles |
|                     | Partido Aragonés (PAR)                             | 3      | 2      | 2      | 3      |
|                     | Partido Popular de Aragón (PP)                     | 2      | 2      | 2      | 3      |
|                     | Partido de los Socialistas de Aragón (PSOE-Aragón) | 2      | 3      | 3      | 1      |
|                     | Ganar Alcalá de la Selva                           | —      | —      | —      | 0      |
|                     | Los Verdes Ecopacifistas (LVE)                     | —      | —      | 0      | —      |
| Total de concejales | Total de concejales                                | 7      | 7      | 7      | 7      |

## Patrimonio
El pintoresco casco urbano del municipio se halla situado en la falda de una ladera, formado por una peculiar red de estrechas y empinadas callejuelas donde asoman características viviendas con fachadas enfoscadas y tejados rojizos.

### Patrimonio religioso

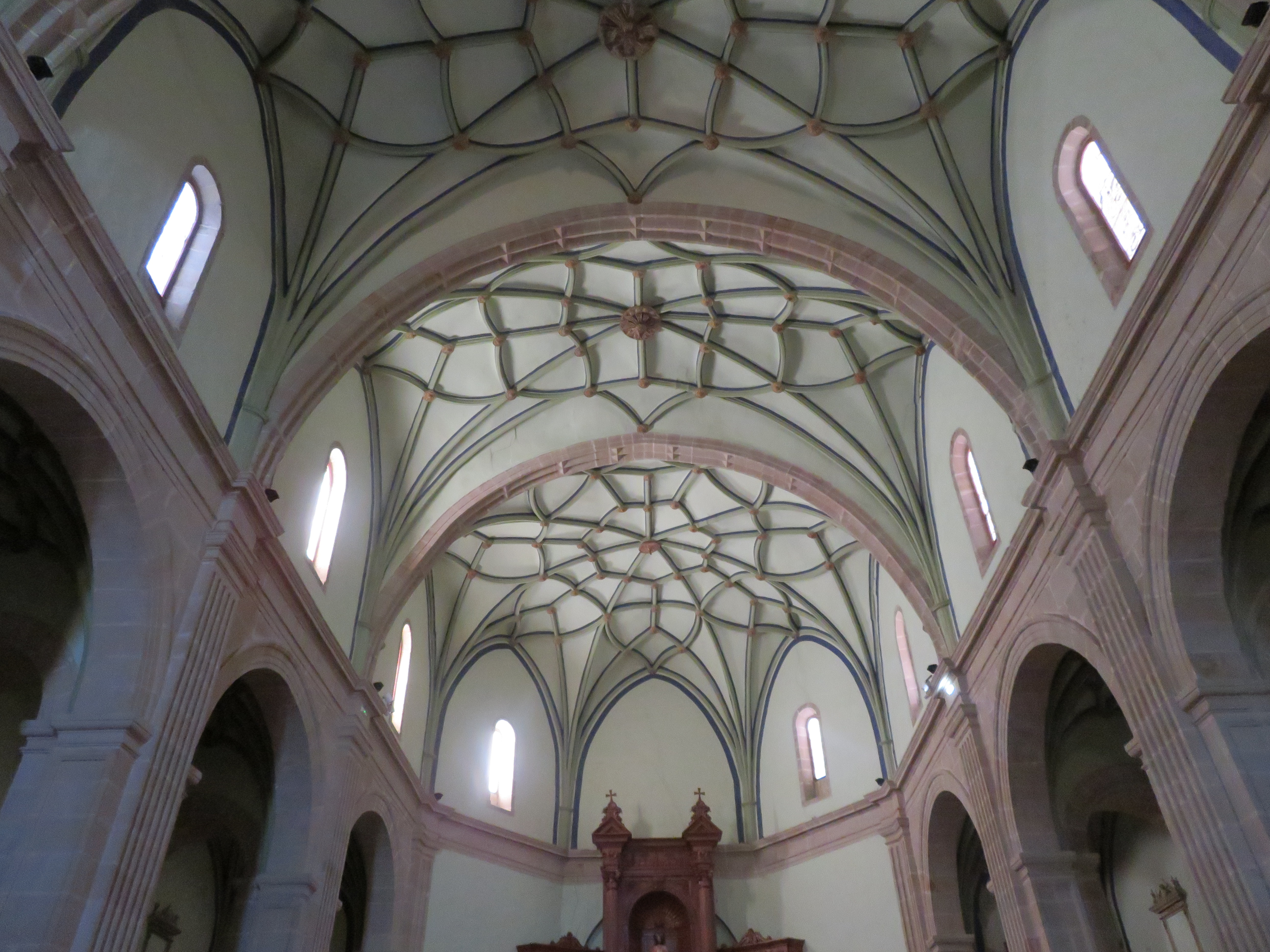
Bóveda de crucería estrellada de la iglesia de San Simón y San Judas

En lo alto de la localidad se alza la iglesia parroquial, dedicada a San Simón y San Judas, edificada en el siglo XVI. Es un templo de grandes dimensiones y gran verticalidad construido en mampostería y sillar. Consta de tres naves cubiertas con bóvedas de crucería estrellada. La nave central tiene cinco tramos con capillas laterales abiertas entre los contrafuertes. El ábside es poligonal pero no apreciable al exterior, por tener adosadas la sacristía y una capilla. El elemento más destacado lo constituye la portada, de estilo manierista, consistente en un monumental pórtico abierto en triple arco, con las arcadas laterales de menor tamaño. La torre, también construida en piedra sillar, consta de tres pisos diferenciados en altura, siendo de planta cuadrada el primero y octogonal los dos últimos. De la decoración interior destacan las pinturas del siglo XVI de la capilla del Sagrario.
En las inmediaciones del municipio destaca el Santuario de la Virgen de la Vega, bello templo barroco del siglo XVIII, en cuyo interior se conserva una interesante imagen románica. Fue construido por Juan Escuder en 1751 después de derribarse una construcción anterior que databa de 1464. Antiguamente, sobre el dintel, una hornacina de concha albergaba una imagen de la Virgen, pero desafortunadamente fue destruida durante la Guerra Civil. Pascual Madoz comentaba a mediados del siglo XIX que, cuando alguna calamidad pública afligía a los vecinos, trasladaban la imagen a la parroquia correspondiente —Alcalá, Gúdar, Linares o Valdelinares— en solemne procesión, asistiendo los otros pueblos mencionados.

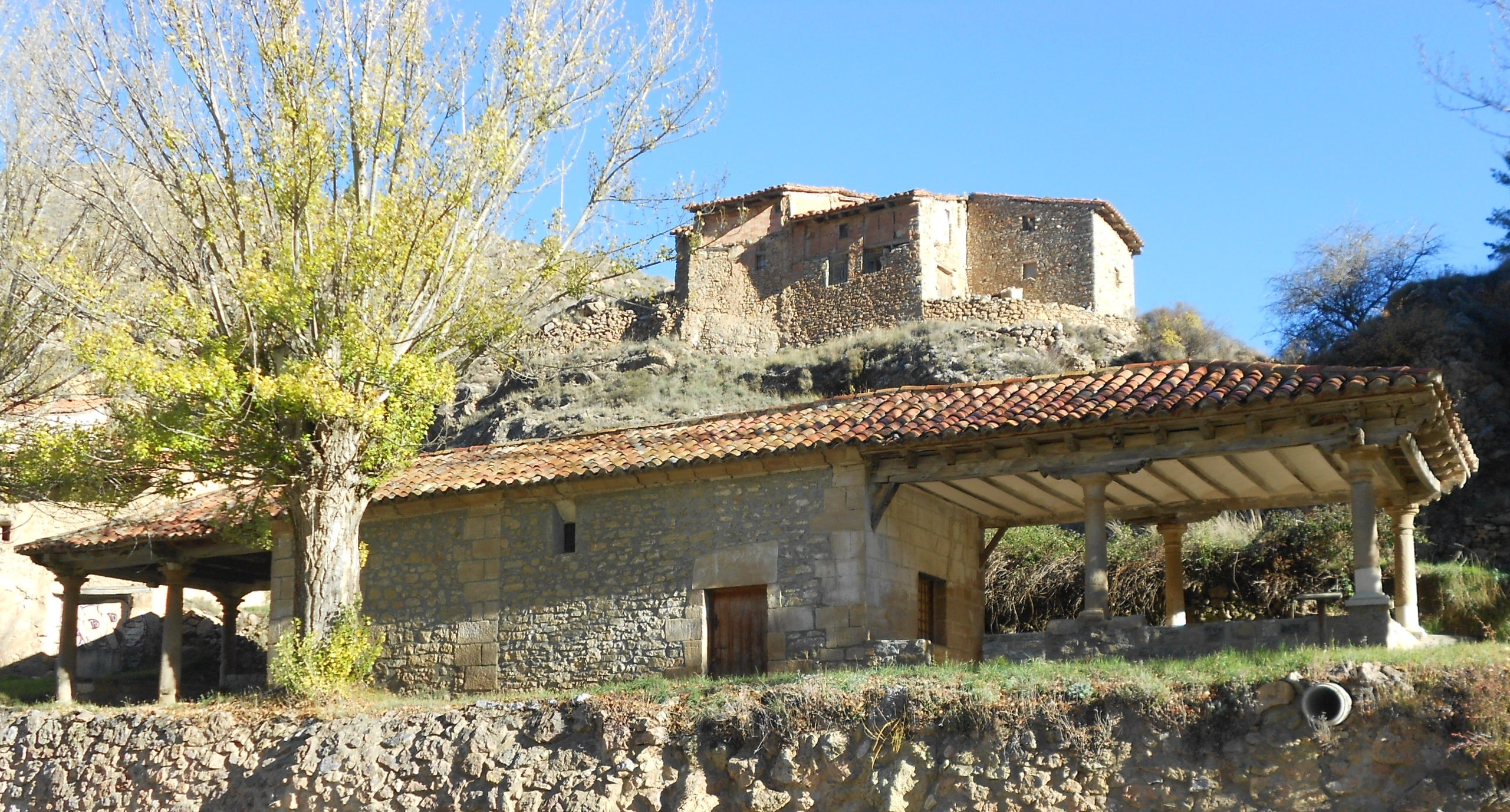
Ermitas de Nuestra Señora de Loreto y de San Roque, unidas por la cabecera

En el camino hacia el anterior santuario, se levanta un impresionante humilladero, erigido en 1628. Bajo una cúpula semiesférica sobre pechinas trapezoidales, cuatro arcos de medio punto configuran un recinto abierto que permite proteger al peirón sin ocultarlo.
Otras dos ermitas se erigen en los alrededores, la de Nuestra Señora de Loreto y la de San Roque, formando un único conjunto al estar unidas por la cabecera. Construidas de mampostería y cantería, ambas ermitas no son de la misma época. Una de las ermitas presenta una bóveda de crucería estrellada de ladrillo y una pequeña nave cuadrada, mientras que la otra consta de dos tramos separados por un arco y cubierta con dos bóvedas de arista.

### Patrimonio civil

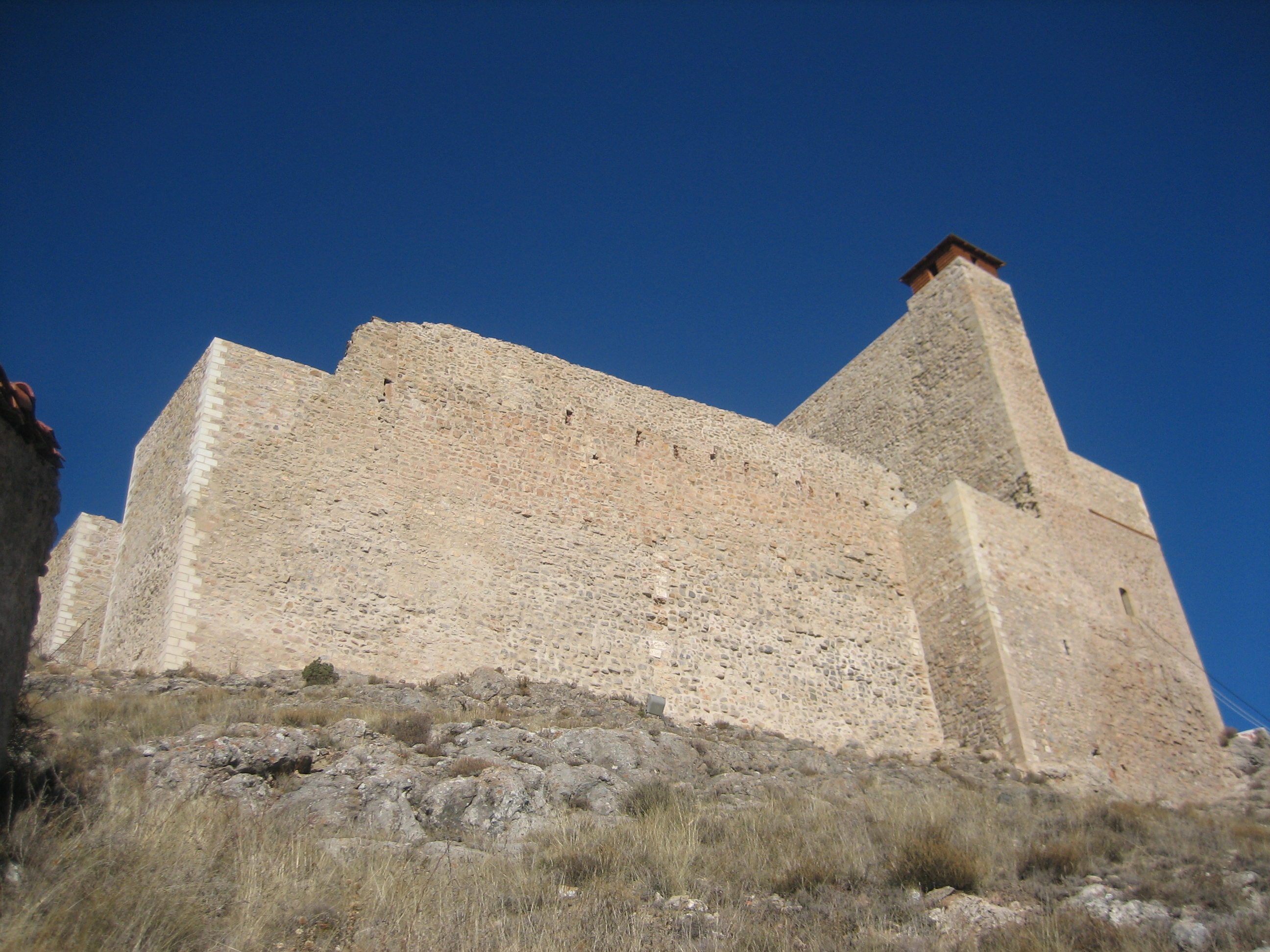
Castillo de Alcalá de la Selva.

Otro conjunto de gran interés es el castillo de los Heredia, de origen medieval y levantado sobre uno anterior musulmán. Goza de una inmejorable situación, enclavado en un escarpado crestón rocoso, al noroeste del casco urbano, sobre la confluencia de los barrancos de la Loma y del Nacimiento. Las obras de la actual fortaleza empezaron en 1375. Conserva la torre del homenaje, con varios pisos en altura, y presenta muros de mampostería reforzados con sillares en las esquinas. En este enclave se ha detectado la presencia de algunas estructuras iberorromanas y de otras de cronología contemporánea, vinculadas a las guerras carlistas.

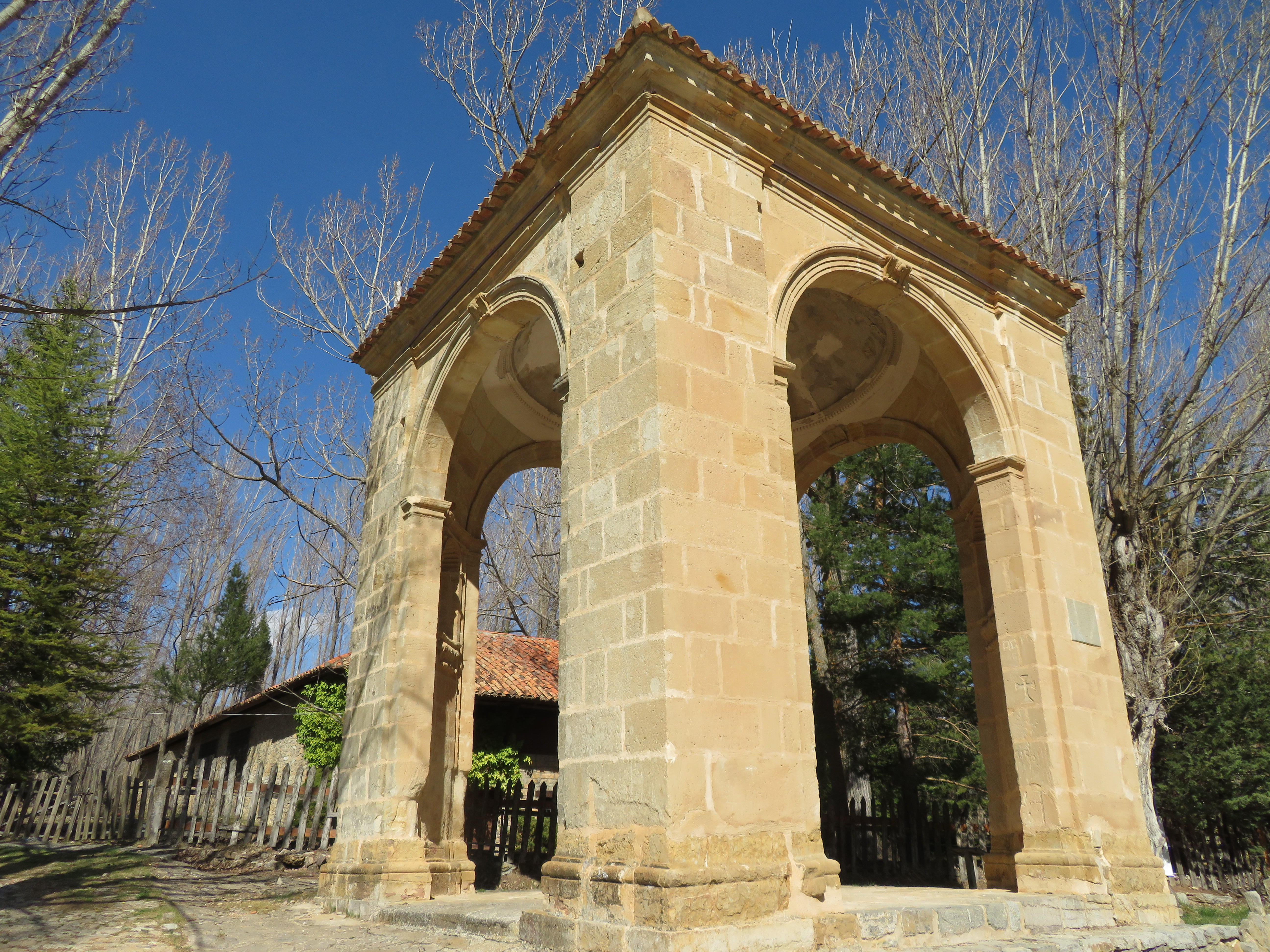
Humilladero de Miguel Palomar

También es notable el edificio del Ayuntamiento, construido en el siglo XVIII, de planta cuadrada con tres fachadas de mampostería encalada. Por otra parte, las Escuelas conservan en su fachada posterior una antigua portada románica.

### Patrimonio natural
En este capítulo hay que hacer mención de la denominada «piedra del sapo», situada a la entrada del pueblo junto al campo de fútbol; según la leyenda, la piedra tiene el poder de otorgar suerte, salud, dinero y amor. Se dice que potencia la capacidad amatoria a aquellos que la golpeen tres veces en una noche de luna llena.

## Fiestas

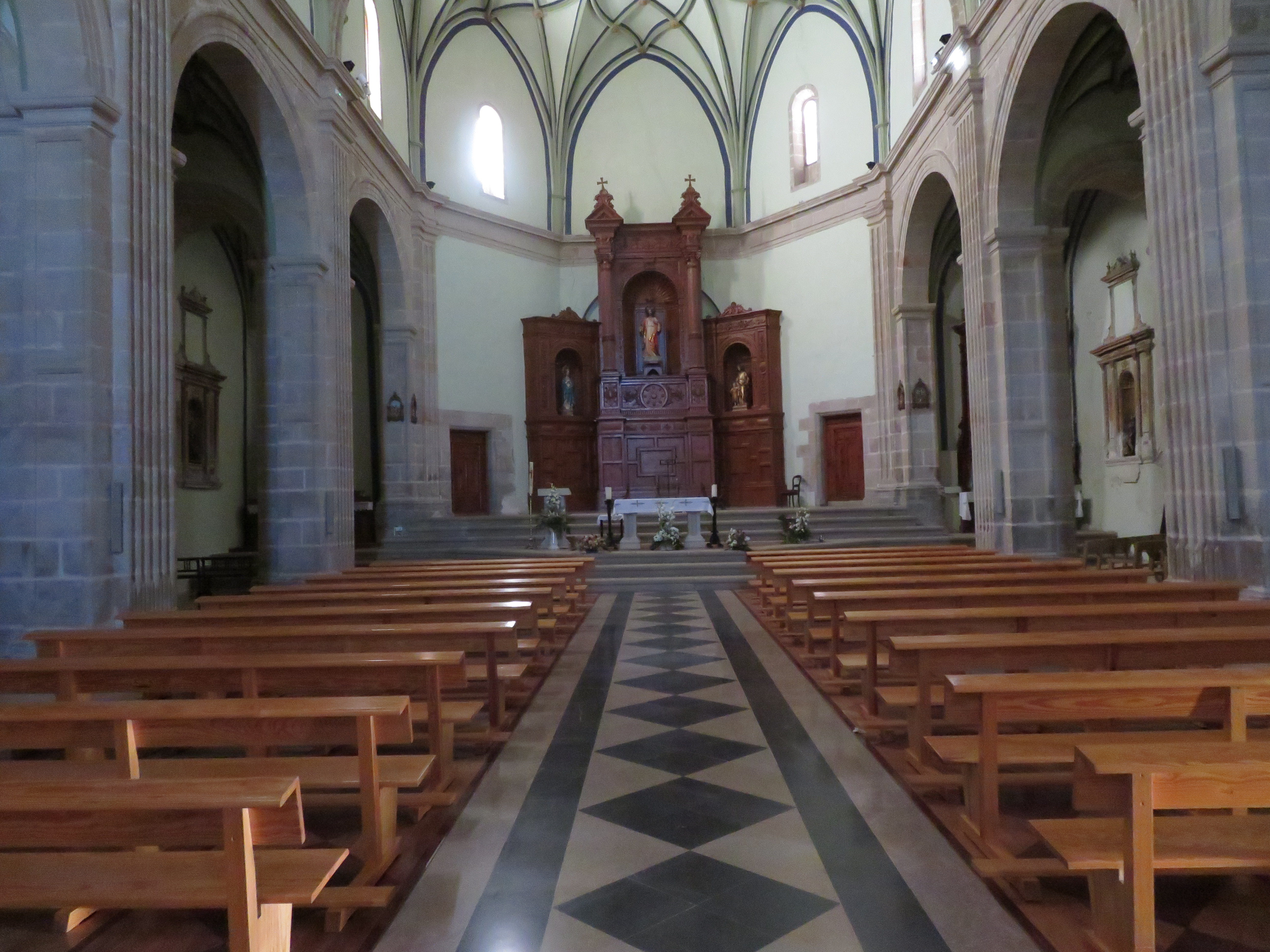
Iglesia de San Simón y San Judas

- Santuario de la Virgen de la Vega, a donde se acude en procesión durante las fiestas patronales.Iglesia de San Simón y San JudasDel 7 al 10 de septiembre se celebran las fiestas patronales en honor a la Virgen de la Vega.[22] Hay romería a la ermita y procesión con acompañamiento de danzantes, pastores y soldadesca de pastores y moros. Dentro de los festejos, el «dance» es la manifestación religiosa-festiva más tradicional y, en ella, los «pastores» o «graciosos» lucen una indumentaria compuesta por zamarras de piel de cordero y garrotes de enebro, repartiendo entre los romeros una torta sin sal y levadura muy apreciada por el carácter mágico que se le adjudica. También son dignas de interés las procesiones encabezadas por moros y cristianos, montados en caballos bellamente enjaezados, así como los espectaculares trajes que lucen, en su mayoría uniformes de las tropas carlistas e isabelinas que quedaron en el pueblo tras las guerras del siglo XIX.[23]

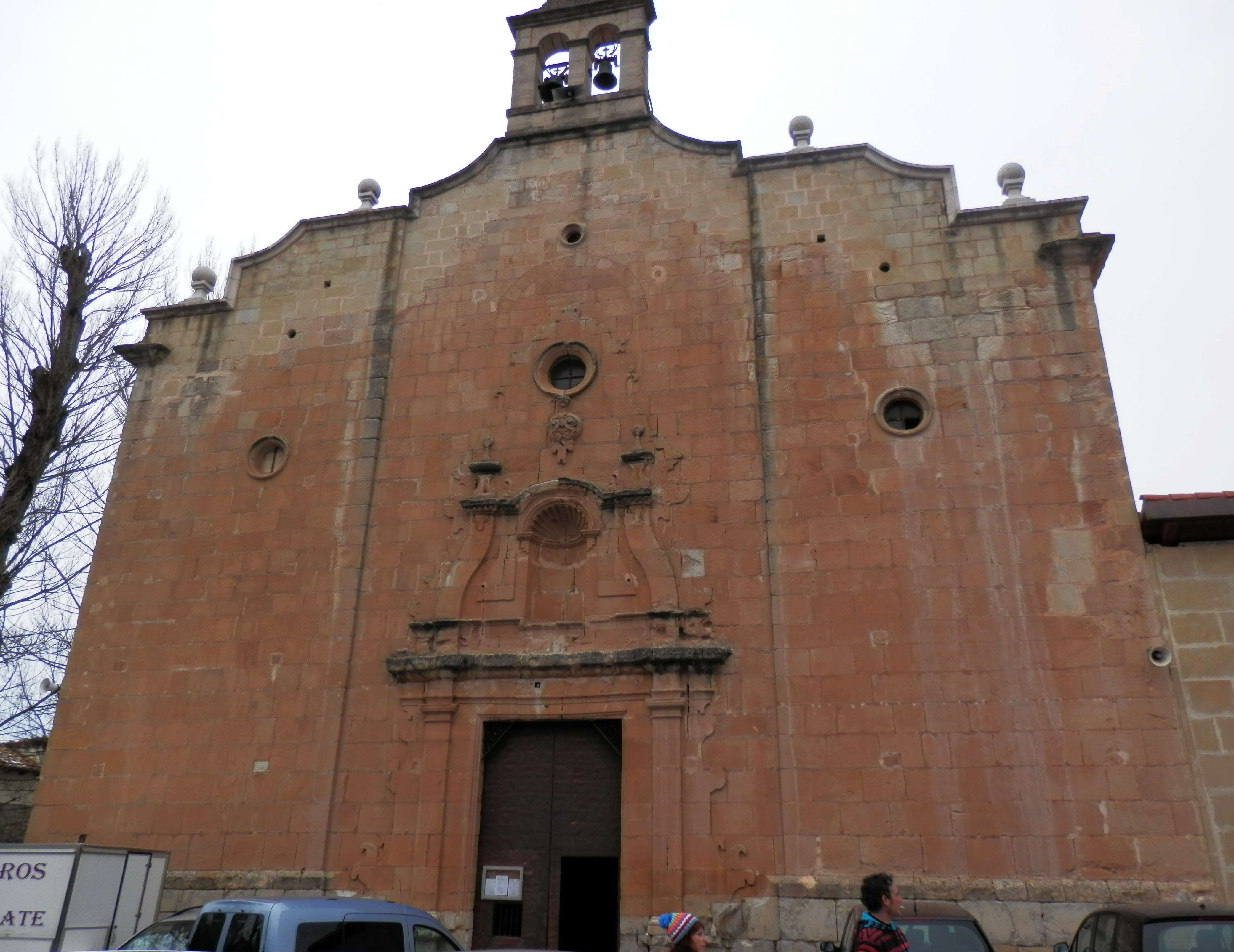
Santuario de la Virgen de la Vega, a donde se acude en procesión durante las fiestas patronales.

- El último fin de semana de julio tiene lugar la fiesta de chóferes, en honor a San Cristóbal, su patrón. Están organizadas por una asociación de conductores y no por el Ayuntamiento.
- En agosto transcurren la Semana Cultural y el Festifalk. Este último es un festival del folclore donde participan países de Europa, Iberoamérica, Asia, África y Oceanía. Durante el mes se suceden las fiestas con «toro embolado» y orquestas musicales.
- El Día de Aragón, se celebra el 23 de abril para homenajear a San Jorge como patrón de Aragón.
- Hoguera de la noche de San Jorge (23 de abril).

## Ocio y actividades

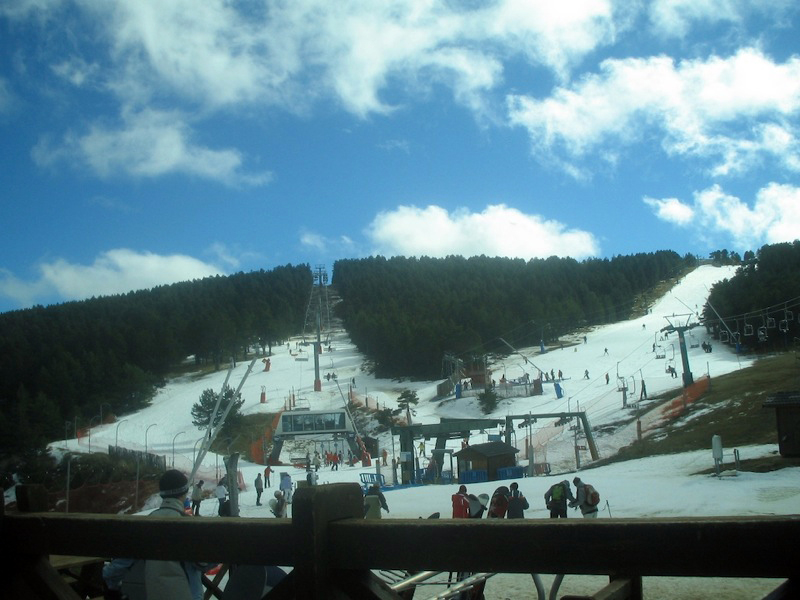
Estación de esquí de Valdelinares.

Cerca de Alcalá de la Selva se encuentra la Estación de esquí de Valdelinares, que con 14 pistas, permite disfrutar de los deportes de invierno. El campo municipal de golf El Castillejo completa la oferta de ocio de la localidad.